# Saint-Paul-d'Izeaux
Saint-Paul-d'Izeaux is een gemeente in het Franse departement Isère (regio Auvergne-Rhône-Alpes). De plaats maakt deel uit van het arrondissement Grenoble. Saint-Paul-d'Izeaux telde op 1 januari 2022 303 inwoners.

## Geografie
De oppervlakte van Saint-Paul-d'Izeaux bedroeg op 1 januari 2022 7,63 vierkante kilometer; de bevolkingsdichtheid was toen 39,7 inwoners per km².

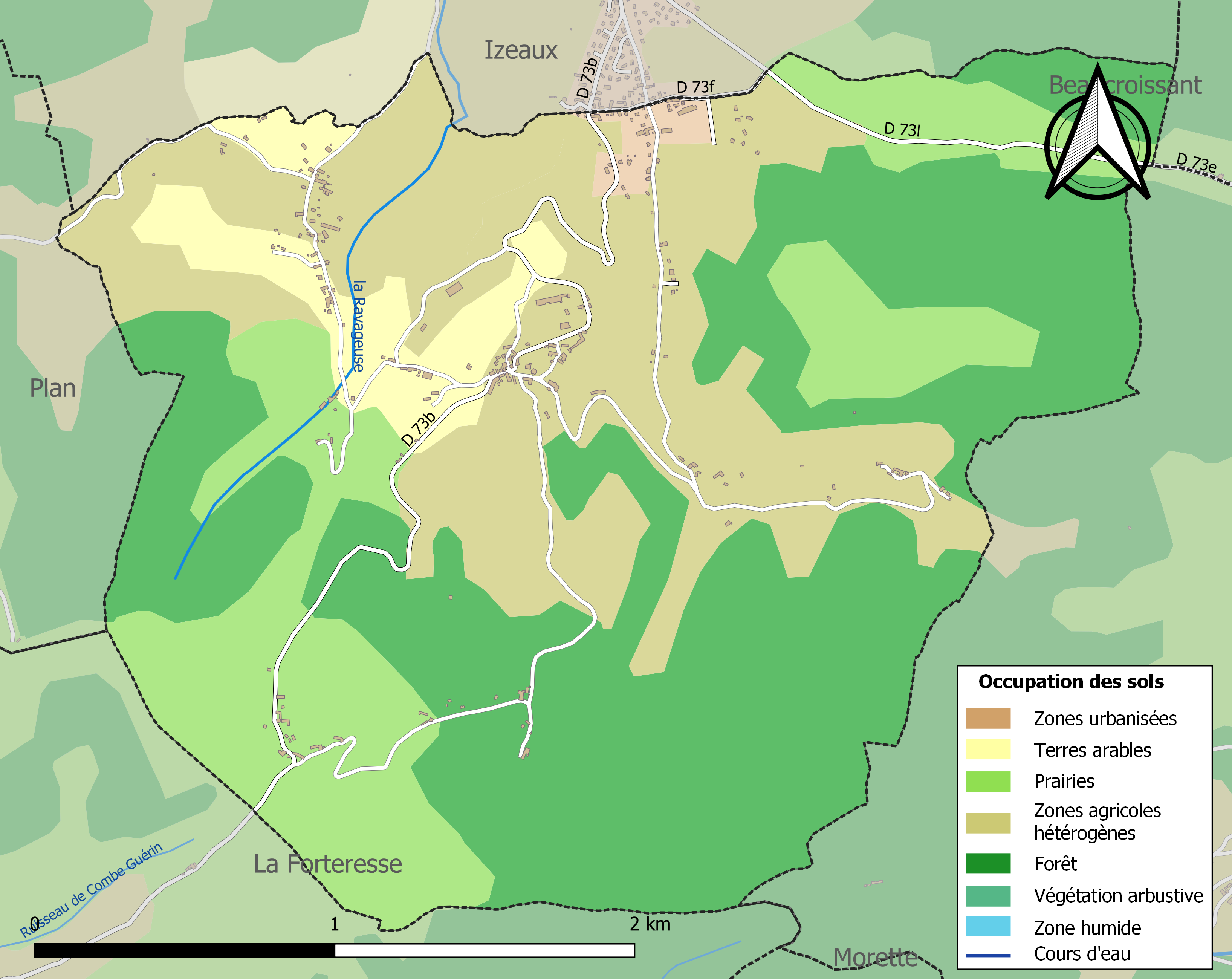
Kaart van de gemeente met de belangrijkste infrastructuur, bodemgebruik en omliggende gemeenten

## Demografie
Onderstaande figuur toont het verloop van het inwonertal (bron: INSEE-tellingen).